# Aeroportul Dinard–Pleurtuit–Saint-Malo
Aeroportul Dinard–Pleurtuit–Saint-Malo (IATA: DNR, ICAO: LFRD) este un aeroport din Pleurtuit, Arondismentul Saint-Malo, Ille-et-Vilaine, Bretania, Zona de apărare și securitate Vest⁠(d), Franța metropolitană, Franța ce deservește zona Saint-Malo. Aeroportul a fost tranzitat în 2022 de 1.237 de pasageri. A fost numit după Pleurtuit.
Situat la o altitudine de 67 m, aeroportul dispune de 3 piste.

## Infrastructură

### Piste
Aeroportul dispune de 3 piste: 
- pista 17/35 din asfalt, cu dimensiunile 2.200 m × 45 m
- pista 12/30 din asfalt, cu dimensiunile 1.445 m × 45 m
- pista 17R/35L